# Estádio José Gomes
Estádio José Gomes – stadion piłkarski w Amadorze, w Portugalii. Został otwarty w 1957 roku. Obiekt może pomieścić 11 500 widzów. Swoje spotkania rozgrywają na nim piłkarze klubu Estrela Amadora. Stadion był jedną z aren turnieju piłkarskiego na Igrzyskach Luzofonii 2009. Rozegrano na nim także pierwsze spotkanie dwumeczu o Superpuchar Portugalii w sezonie 1989/1990 (7 sierpnia 1990 roku: Estrela Amadora – FC Porto 2:1).